# Марк Ейскенс
Марк Мария Франс Ейскенс (на нидерландски: Marc Maria Frans Eyskens) е белгийски икономист и политик от партията „Християндемократически и фламандски“.
Роден е на 29 април 1933 година в Льовен в семейството на Гастон Ейскенс, икономист и бъдещ министър-председател. През 1956 година завършва право в Льовенския католически университет, а през 1962 година защитава докторат по икономика в Колумбийския университет. От 1962 до 1998 година преподава икономика в Льовенския университет. Същевременно от 1976 година е държавен секретар в правителството, а след това министър на помощта за развитие (1979 – 1980) и министър на финансите (1980 – 1981), през 1981 година за няколко месеца е министър-председател. След това отново е министър – на икономиката (1981 – 1985), на финансите (1985 – 1988) и на външните работи (1989 – 1992).